# فیسو اومبرتیانو
فیسو اومبرتیانو (به ایتالیایی: Fiesso Umbertiano) یک کومونه در ایتالیا است که در استان روویگو واقع شده‌است.

## خصوصیات
فیسو اومبرتیانو ۲۷٫۳ کیلومترمربع مساحت و ۴٬۲۰۷ نفر جمعیت دارد.